# Gabriel Badilla
Gabriel Badilla Segura (* 30. Juni 1984 in San José; † 20. November 2016 in Santa Ana) war ein costa-ricanischer Fußballspieler.

## Karriere
Badilla war der Jungstar unter den costa-ricanischen Abwehrspielern. Mit 16 Jahren hatte er seinen ersten Auftritt in der ersten Liga Costa Ricas bei Deportivo Saprissa. Im selben Jahr war er auch schon Kapitän der U17-Auswahl seines Landes und spielte bei der Junioren-WM in Trinidad und Tobago. 2004 wurde er zum ersten Mal Landesmeister und holte im Jahr darauf mit dem Verein den CONCACAF Champions Cup und daraufhin auch noch Platz 3 in der Klub-Weltmeisterschaft.
Gabriel Badilla debütierte am 19. Juni 2005 in der costa-ricanischen Nationalmannschaft. In knapp einem Jahr vor der Fußball-Weltmeisterschaft 2006 wurde er siebenmal eingesetzt und auch in das costa-ricanische WM-Aufgebot für Deutschland berufen. Er gehörte zu den drei jüngsten Spielern im Team, die alle von Saprissa kamen, und bestritt das Spiel gegen Polen (1:2).
Im Sommer 2007 war er zum Probetraining bei Hansa Rostock eingeladen, erhielt dort jedoch kein Engagement. Nach einem einjährigen Intermezzo bei New England Revolution in der US-amerikanischen Major League Soccer spielte er ab 2009 wieder für Saprissa.
Gabriel Badilla brach am Morgen des 20. November 2016 während eines 10-km-Laufs zusammen und starb an Herzversagen.

## Titel / Erfolge
- CONCACAF-Cup-Sieger: 2005
- Costa-ricanischer Meister: 2004, 2006, 2007 und 2008
- Costa-ricanischer Vizemeister: 2003